# Trois-Palis
Trois-Palis ist eine westfranzösische Gemeinde mit 940 Einwohnern (Stand 1. Januar 2022) im Département Charente in der Region Nouvelle-Aquitaine.

## Lage
Trois-Palis liegt etwa zehn Kilometer (Fahrtstrecke) westlich von Angoulême auf dem Nordufer der Charente in der Kulturlandschaft des Angoumois in der südlichen Charente in einer Höhe von etwa 30 Metern ü. d. M.

## Bevölkerungsentwicklung
| Jahr      | 1962 | 1968 | 1975 | 1982 | 1990 | 1999 | 2006 | 2018 |
| Einwohner | 318  | 324  | 352  | 504  | 555  | 673  | 750  | 948  |

Bis in die Mitte des 20. Jahrhunderts schwankte die Einwohnerzahl zwischen 250 und 350; durch die Nähe zur Stadt Angoulême und der deutlich geringeren Immobilienpreise sind die Bevölkerungszahlen der Gemeinde um die Jahrtausendwende angestiegen.

## Wirtschaft
Die Einwohner der Gemeinde lebten jahrhundertelang von der Landwirtschaft; aber auch mehrere Mühlenbetriebe, in denen neben Getreide und Ölsaaten auch Holz- und Stoffreste zur Herstellung von Papier zermahlen wurden, spielten seit dem ausgehenden Mittelalter bis ins 19. Jahrhundert hinein eine nicht unwichtige Rolle. Die Böden der Gemeinde gehören zu den Fins Bois des Weinbaugebietes Cognac, doch sind die Absätze bei teuren Weinbränden in den letzten Jahrzehnten eher rückläufig und außerdem ist mittlerweile ein Großteil der Gemeindefläche bebaut, so dass der Weinbau heutzutage keine bedeutende Rolle mehr spielt.

## Geschichte
Der Ort lag im Mittelalter an einer von Händlern und Pilgern viel genutzten Fähre, die das nördliche Ufer der Charente mit dem gegenüberliegenden verband.

## Sehenswürdigkeiten

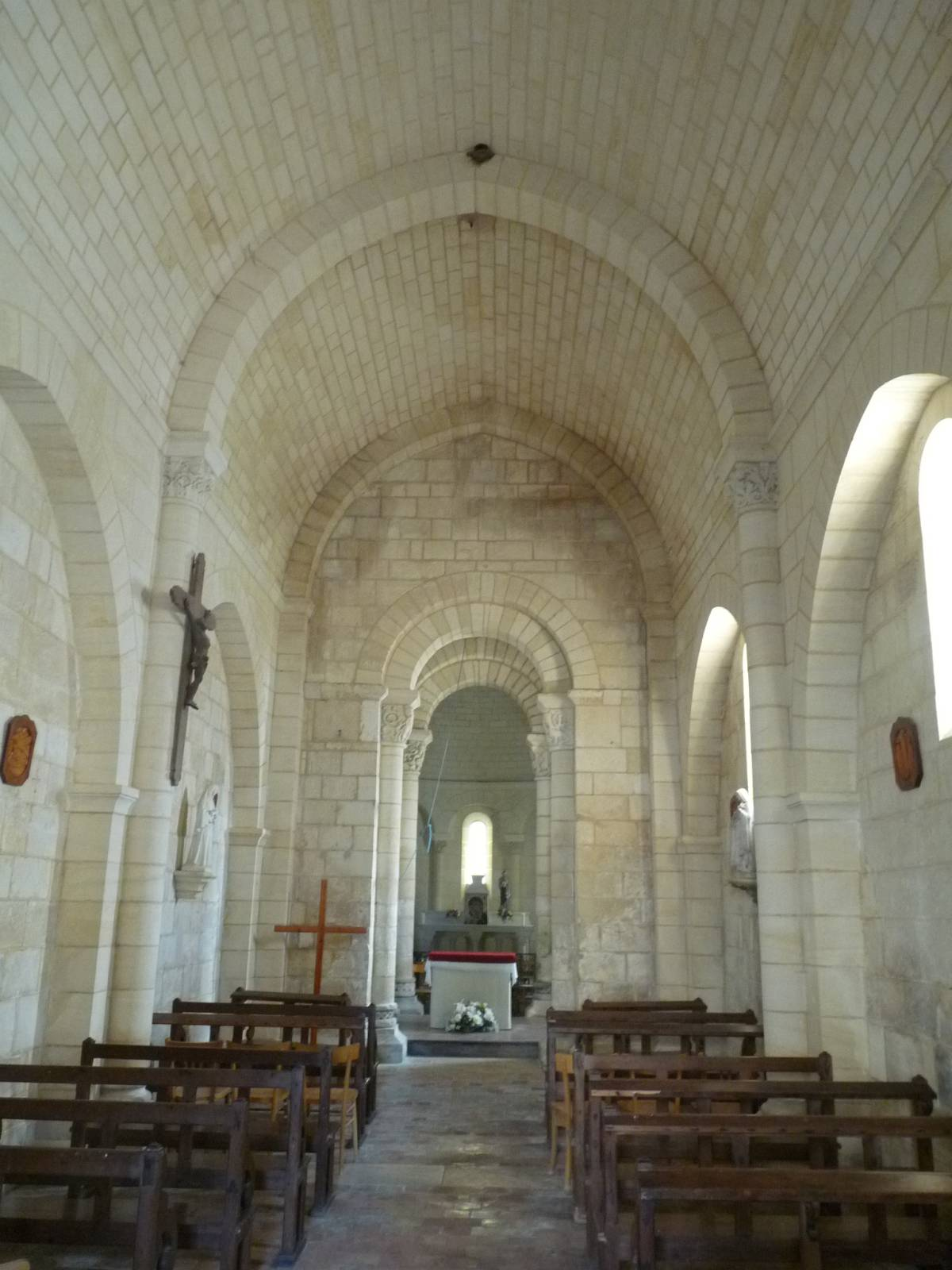
Trois-Palis – Kirche Notre-Dame

Die romanische Pfarrkirche Notre-Dame zählt – trotz der Ende des 19. Jahrhunderts durch den Architekten Edouard Warin, einem Schüler Paul Abadies,  durchgeführten Restaurierungen – zu den architektonischen Schmuckstücken der mittelalterlichen Architektur der Charente. Apsis und Chorjoch sind außen durch Lisenen und Blendbögen gegliedert. Der von einem runden Treppenturm begleitete mehrgeschossige Vierungsturm behält seinen quadratischen Grundriss auch in den oberen Ebenen bei – bis ein steinerner kegelförmiger Spitzhelm mit Schindelimitationen den Bau überhöht; in den Ecken befinden sich vier fialenartige Aufsätze. Das Archivoltenportal in der Mitte der Westfassade ist reich mit vegetabilischen und figürlichen Motiven geschmückt. Die durch profilierte Wandvorlagen in fünf Felder unterteilte Zone über dem Portal zeigt eine im Jahr 1893 von einem charenteser Bildhauer gefertigte Darstellung der Himmelfahrt Mariens mit zwei Begleitfiguren, von denen die linke durch ihr 'härenes Gewand' als Johannes der Täufer charakterisiert ist; bei der bartlosen rechten Figur handelt es sich um Johannes den Evangelisten. Ein figürlicher Konsolenfries mit einem Gesims mit Rankenwerkdekor schließt die Ebene nach oben ab. Das üblicherweise stets schmucklos gestaltete Giebelfeld zeigt Christus als Pantokrator mit ausgebreiteten Armen in einer quadratischen Mandorla und umgeben von den vier Evangelistensymbolen. Das Innere der Kirche präsentiert ein perfekt gearbeitetes Mauerwerk mit seitlichen Blendbögen und einem leicht angespitzten Tonnengewölbe; das Kirchenschiff und der deutlich eingezogene Chorbereich sind durch einen Chorbogen voneinander getrennt. Der Bau ist seit dem Jahr 1886 als Monument historique anerkannt.

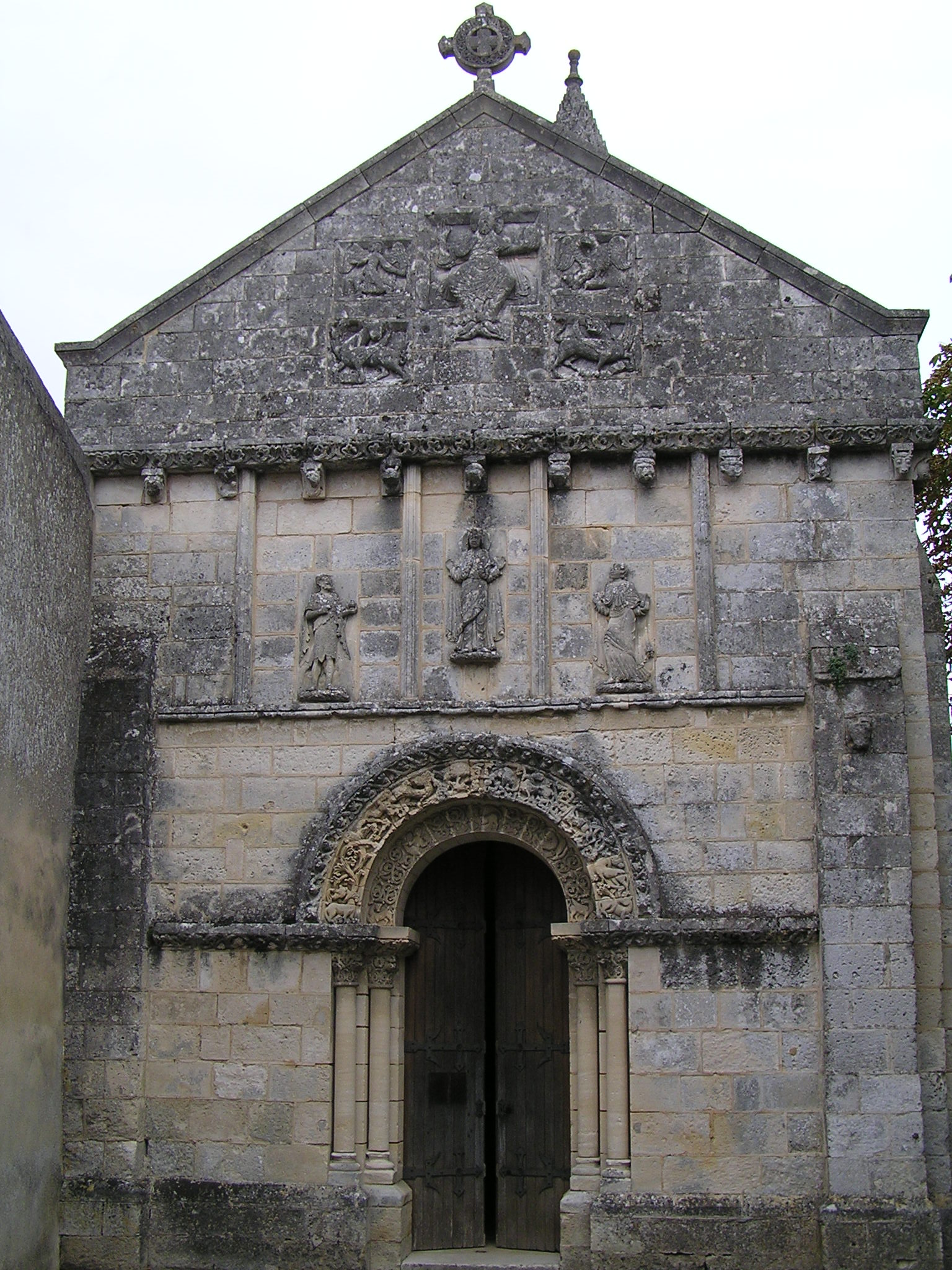
Westfassade
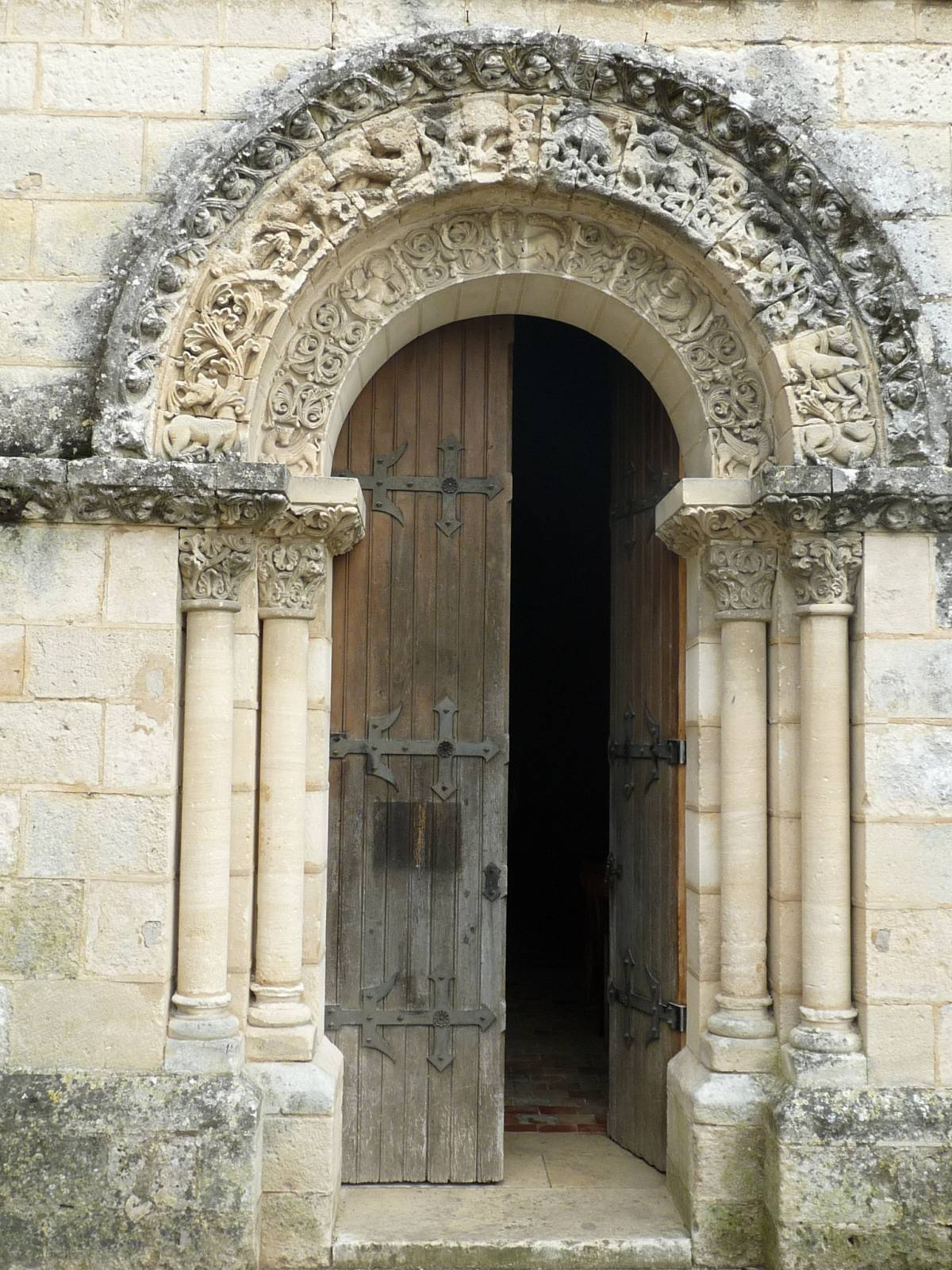
Portal
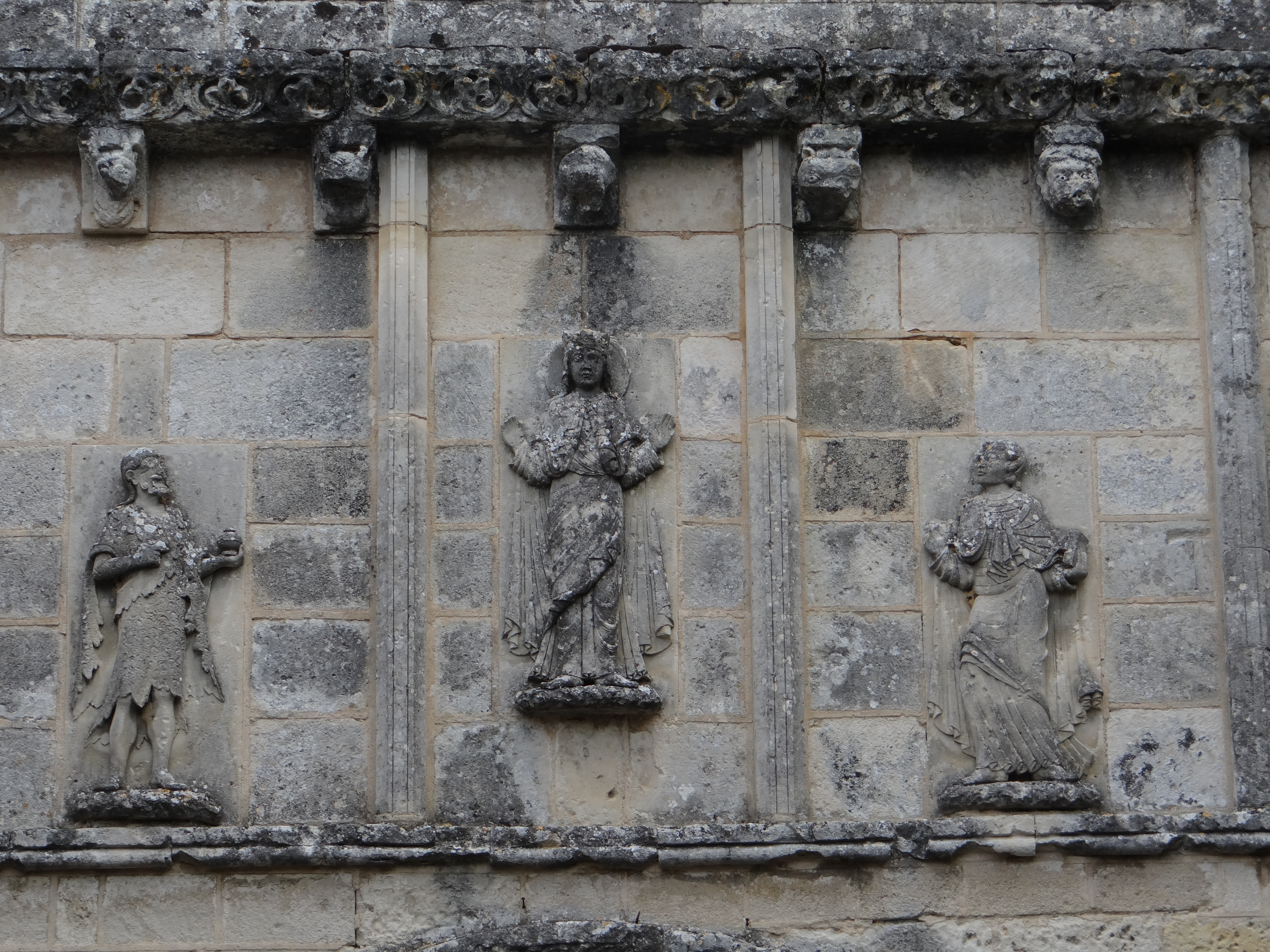
Himmelfahrt Mariens
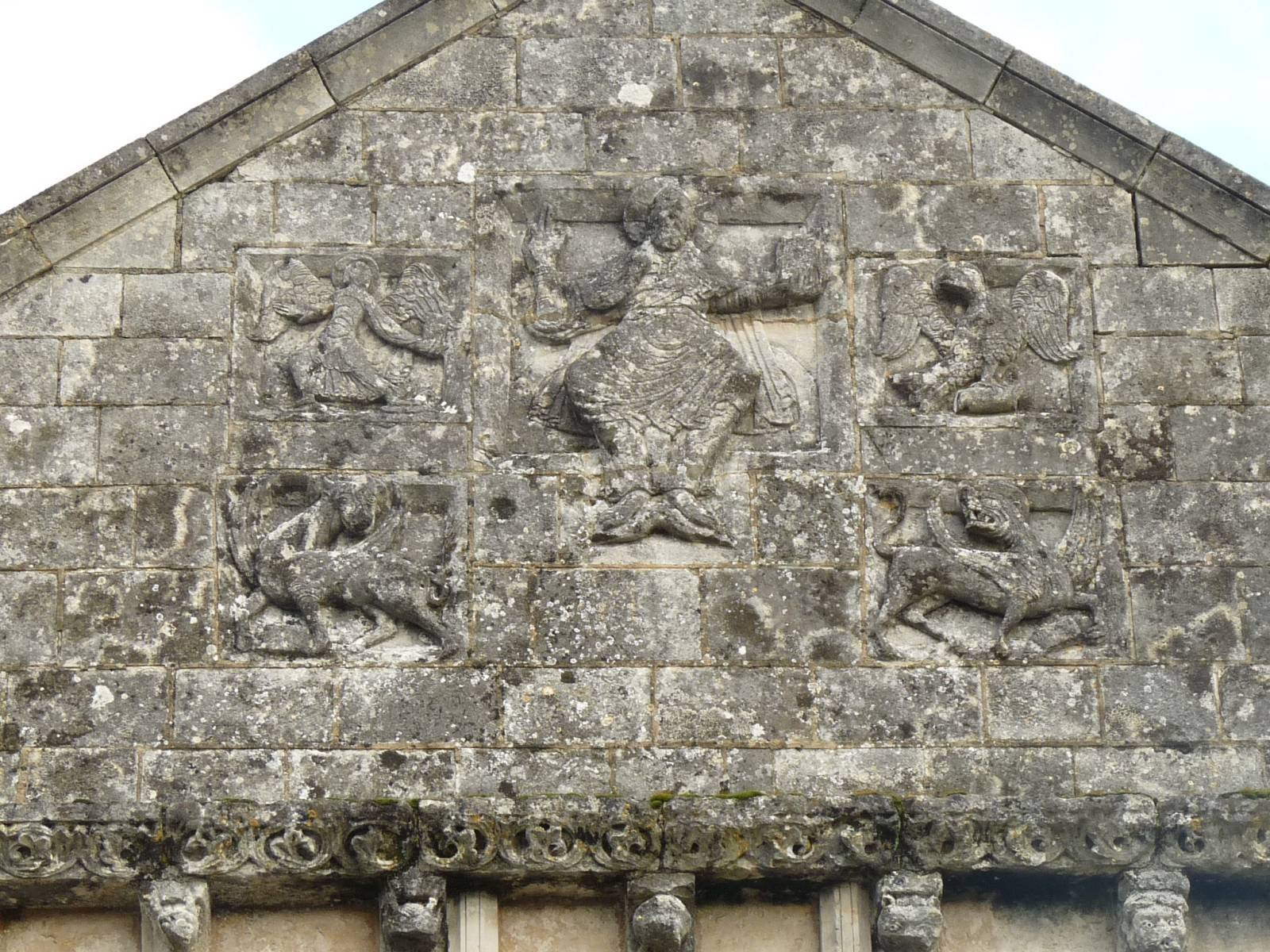
Pantokrator und Evangelistensymbole

- Das Logis de Rochecorail ist ein Bau des 16. Jahrhunderts mit späteren Umbauten.